# Florilegus
Florilegus is een geslacht van vliesvleugelige insecten uit de familie bijen en hommels (Apidae)

## Soorten
- F. affinis Urban, 1970
- F. condignus (Cresson, 1878)
- F. festivus (Smith, 1854)
- F. flavohirtus Urban, 1970
- F. fulvipes (Smith, 1854)
- F. lanierii (Guérin-Méneville, 1845)
- F. melectoides (Smith, 1879)
- F. purpurascens Cockerell, 1914
- F. riparius Ogloblin, 1955
- F. similis Urban, 1970
- F. tucumanus (Brèthes, 1910)